# Эндрюс, Джон Невинс
Джон Невинс Эндрюс (англ. John Nevins Andrews; 22 июля 1829, США — 21 октября 1883, Швейцария) — американский проповедник и теолог, президент Генеральной конференции Церкви адвентистов седьмого дня (АСД) (1867—1869), редактор «Adventist Review» (1869—1870). Считается первым миссионером Церкви адвентистов седьмого дня. В его честь назван принадлежащий и управляемый Церковью адвентистов седьмого дня Университет Эндрюса (Мичиган, США).

## Биография
Родился в Поленде (округ Андроскоггин штата Мэн) 22 июля 1829 года, в семье фермера.
Его судьбу определила «Брошюра, показывающая, что седьмой день должен соблюдаться в субботу, а не в первый день» Т. М. Пребла, изданная в 1845 году. В сентябре 1849 года он познакомился с семьёй Уайтов, которые позже жили в семье Эндрюс — Джеймсом Уайтом и Эллен Г. Уайт. В 1850 году он начал миссионерское пастырское служение в Новой Англии, и был рукоположен в 1853 году; 29 октября 1856 года женился на Анджелине Стивенс (1824–1872) в Уоконе (штат Айова).
Эндрюс сыграл ключевую роль в становлении адвентистского богословия, был помощником Лафборо. Углубившись в тему седьмого дня — субботы, он написал книгу, ставшую основополагающим трудом по этому базовому библейскому учению: «История субботы: и первый день недели – ее ветхозаветное происхождение и соблюдение во времена Христа, в ранней христианской церкви и в средние века», впервые опубликованную в 1859 году. 
В 1863 году он стал одним из основателей Генеральной конференции АСД (президент в 1867-1868 годах) и был членом первого Исполнительного комитета, базировавшегося в Баттл-Крике, штат Мичиган; 14 мая 1867 года Эндрюс был избран третьим президентом Генеральной конференции (до 18 мая 1869 года), после чего он стал редактором «Review and Herald» (1869–1870), впоследствии — «Adventist Review».
В 1874 году он стал первым миссионером АСД, официально направленным за границу, в Невшатель. С 1876 года находился в Базеле, где заложил основу развития адвентистской церкви в Европе. Его усилиями в Швейцарии было открыто издательство и ежемесячный журнал «Les Signes des Temps» (на французском языке), редактором которого он стал (1876). Очень скоро тираж «Les Signes des Temps» вырос с 500 до 5000 экземпляров. Журнал доставлялся в 50 из 62 областей Франции, по всей Швейцарии и во многие другие европейские страны того времени, в том числе в Швецию, Австрию, Венгрию, Пруссию, Саксонию, Альзас, Бельгию, Голландию, Англию, Уэльс, Шотландию, Италию и Испанию. Его можно было найти даже в России, Индии, Египте и Северной и Южной Америке.

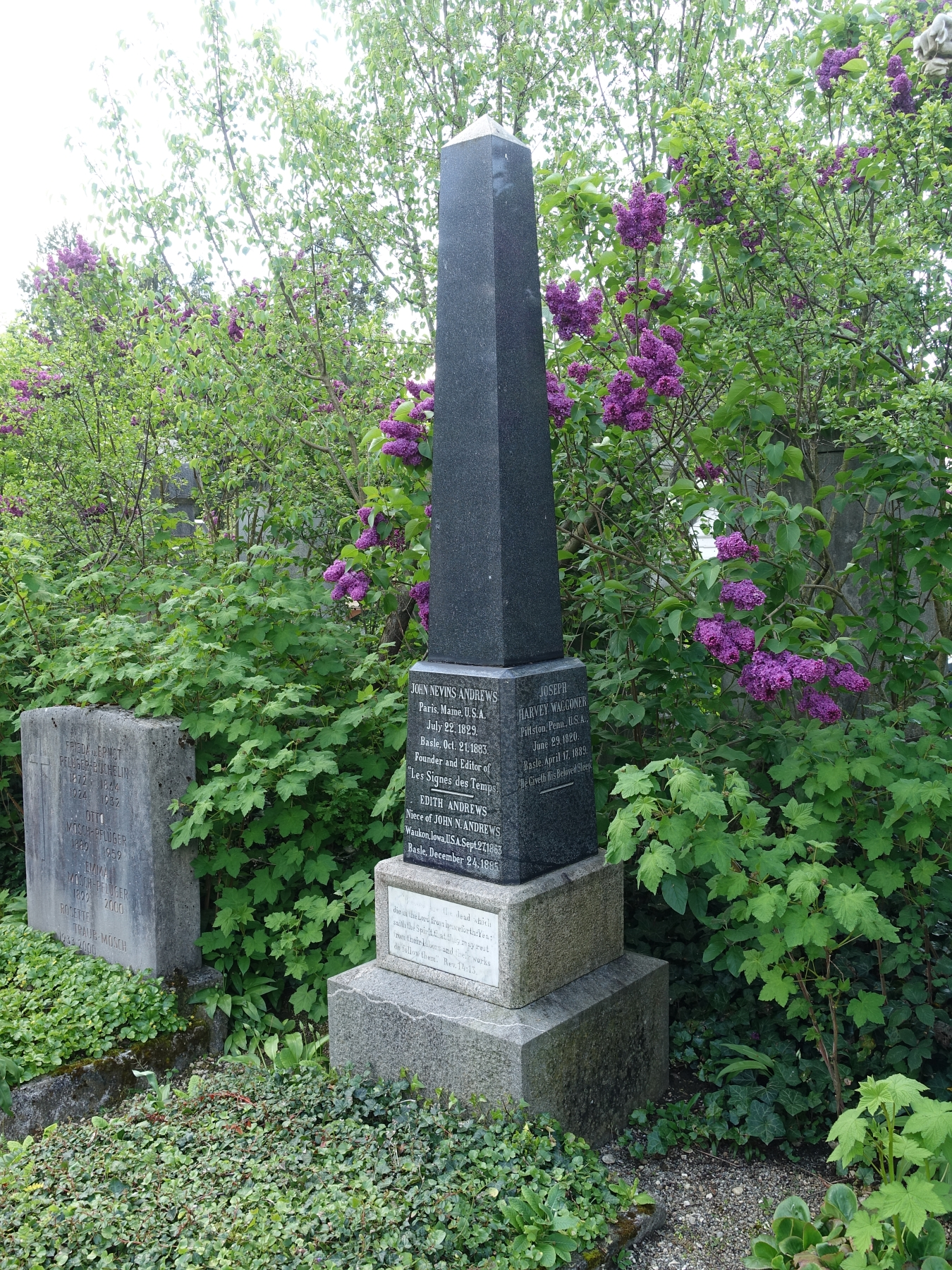
Могила на кладбище Вольфготтезаккер

Его дочь скоро заболела туберкулёзом и умерла в 1878 году в возрасте 17 лет. Отец, ухаживая за дочерью, заразился этой болезнью и умер в Базеле 21 октября 1883 года. Похоронен на кладбище Вольфготтезаккер. 
После смерти отца сын Чарльз вернулся в США и позже женился на Мари Энн Диетчи, с которой познакомился в Швейцарии. Устроился на работу в «Review and Herald», где работал до своей смерти 11 июля 1927 года.